# Pilatus PC-21
Pilatus PC-21 je enomotorrno turbopropelersko šolsko vojaško letalo švicarskega proizvajalca Pilatus Aircraft. Snovanje se je začelo leta 1999, za osnovo so uporabili predhodna letala PC-7 Mk.II in PC-9. Ima pa PC-21 močnejši motor, stekleni kokpit in boljše sposobnosti. 

## Specifikacije  (PC-21)
Podatki iz Pilatus Aircraft
Splošne karakteristike
- Posadka: 2
- Dolžina: 11,23 m (36 ft 11 in)
- Razpon kril: 9,108 m (29 ft 11 in)
- Višina: 3,749 m (12 ft 4 in)
- Površina kril: 15,221 m² (163,848 ft²)
- Teža praznega letala: 2270 kg (5005 lb)
- Maks. vzletna teža: 3100 kg (za akrobatsko letenje) / 4250 kg za normalno letenje ()
- Pogon letala: 1 ×  Turboprop Pratt & Whitney Canada PT6A-68B, 1200 kW (1600 KM)

 Zmogljivost 
- Maks. hitrost: 685 km/h (370 vozlov, 428 mph)
- Hitrost porušitve vzgona: 170 km/h (92 vozlov, 106,25 mph) z neizvlačenim podvozjem in neizvlačenimi zakrilci (20 km/h manj s spuščenimi zakrilci in spuščenim podvozjem)
- Doseg: 1,333 km (720 nm, 828 milj)
- Višina leta: 11580 m (38000 ft)
- Hitrost vzpenjanja: 1219 m/min (4000 ft/min)
- Obremenitev kril: 208 kg/m² (42,7 lb/ft²)
- Razmerje moč/teža: 0,39 kW/kg (0,23 KM/lb)

Oborožitev

- Nosilci: 4× podkrilni in 1× pod trupom, skupaj do 1.150 kg (2.540 lb) tovora